# Gabriele Sima
Gabriele Sima (Innsbruck, 25 de fevereiro de 1955 – Viena, 27 de abril de 2016) foi uma atriz e cantora de ópera austríaca.
Obteve uma carreira de rendimento internacional ativa desde 1979. Particularmente conhecida no Festival de Salzburgo, a Ópera Estatal de Viena, e a Ópera de Zurique, atuando em funções com reportórios para soprano e mezzosoprano.

## Biografia
Nascida em Innsbruck e transladada a Salzburgo, treinou-se na universidade Mozarteum de Salzburgo e na Academia de Música em Viena. Em 1979, faz a sua estreia de ópera profissional com Spectaculum, uma companhia de ópera baseada em Viena que se dedicou a atuar óperas barrocas. De 1979-1982 foi membro do programa de artista jovem na Ópera Estatal de Viena (VSO). Foi depois promovida à função de artista residente com o VSO, uma posição que manteve até 1988 quando adquire um lugar de artista principal na Ópera de Zurique.
Fez a sua estreia no Festival de Salzburgo em 1980 em Ernst Krenek Karl V, e continuou actuando ali regularmente na década próxima. Suas funções em Salzburgo era Johanna incluída no mundial premiere de Friedrich Cerha  Baal (8 de julho de 1981) e o Enfermeiro na estreia mundial de Luciano Berio Um rei escuta (7 de julho de 1984). Também apareceu em Salzburgo em Othmar Schoeck  Penthesilea (1982), Gottfried von Einem Dantons Tod (1983), um concerto de trabalhos por Wolfgang Amadeus Mozart em 1987, e 'Richard Strauss Elektra (1989).
Em 1991, fez seu estreia no Deutsche Oper am Rhein como Cherubino nos casamentos de Figaro, uma função onde também cantou no Teatro comunal de Ferrara em 1994. Regressa ao VSO várias vezes durante Les contes d'Hoffmann a década de 1990, incluindo aspectos como Annio na La clemenza di Tito (1991), Octavio no Der Rosenkavalier (1991), e Nicklausse nos contos de Hoffmann (1995). Também atuou na produção múltipla da Ópera do Estado de Hamburgo durante sua carreira. Em 2000 atuou como Juno no primeiro ressurgimento moderno de Giovanni Legrenzi La divisione del mondo no Festival Schwetzingen.
Outras funções onde a atuou em palco incluindo a Barbarina nos Casamentos de Figaro, como Berta no O barbeiro de Sevilha, Esmeralda na noiva vendida, Fortuneteller em Arabella, Flora na traviata, Giannetta no elixir de amor, Papagena na Flauta Mágica, o Pastor rapaz em Tannhäuser, Siebel em Fausto, e Xénia em Boris Godunov entre outros.
Morre em Viena em 27 de abril de 2016.